# Lijst van afleveringen van Please Sir!
Dit is een lijst met afleveringen van de Engelse televisieserie Please Sir!. De serie telt 4 seizoenen. Een overzicht van alle afleveringen is hieronder te vinden.

## Seizoen 1
| Nr. | Titel aflevering             | Uitzenddatum UK  |
| --- | ---------------------------- | ---------------- |
| 1   | The Welcome Mat              | 11 november 1968 |
| 2   | A Picture of Innocence       | 18 november 1968 |
| 3   | Maureen Loves Sir            | 25 november 1968 |
| 4   | A Near Greek Tragedy         | 2 december 1968  |
| 5   | The Barbarian Librarians     | 9 december 1968  |
| 6   | Student Princess             | 16 december 1968 |
| 7   | It's the Thought That Counts | 23 december 1968 |

## Seizoen 2
| Nr. | Titel aflevering      | Uitzenddatum UK   |
| --- | --------------------- | ----------------- |
| 1   | They're Off           | 20 september 1969 |
| 2   | Common Law            | 27 september 1969 |
| 3   | Panalal Passes By     | 4 oktober 1969    |
| 4   | The Sporting Life     | 11 oktober 1969   |
| 5   | Norman's Conquest     | 18 oktober 1969   |
| 6   | X Certificate         | 25 oktober 1969   |
| 7   | The Decent Thing      | 1 november 1969   |
| 8   | The Generation Gap    | 8 november 1969   |
| 9   | Life Without Doris    | 15 november 1969  |
| 10  | The School Captain    | 22 november 1969  |
| 11  | Out of the Frying Pan | 29 november 1969  |
| 12  | Mixed Doubles         | 6 december 1969   |
| 13  | Dress Circle          | 13 december 1969  |

## Seizoen 3
| Nr. | Titel aflevering          | Uitzenddatum UK   |
| --- | ------------------------- | ----------------- |
| 1   | Ag Bow Rumber             | 20 september 1970 |
| 2   | Stitches and Hitches      | 27 september 1970 |
| 3   | Knick Knack Taffy Wack    | 4 oktober 1970    |
| 4   | Enter Mr. Sibley          | 11 oktober 1970   |
| 5   | It's a St. Bernard's Life | 18 oktober 1970   |
| 6   | Two and Two Makes Nun     | 25 oktober 1970   |
| 7   | The Honour of the School  | 1 november 1970   |
| 8   | Cromwell's Last Stand     | 8 november 1970   |
| 9   | Catch a Falling Drop Out  | 15 november 1970  |
| 10  | A Star Is Born            | onbekend          |
| 11  | The Facts of Life         | 29 november 1970  |
| 12  | Situations Vacant         | 6 december 1970   |
| 13  | Peace in Our Time         | 13 december 1970  |

## Seizoen 4
| #  | Titel Aflevering                 | Uitzenddatum UK   |
| -- | -------------------------------- | ----------------- |
| 1  | Identitwit                       | 18 september 1971 |
| 2  | The Pruning of Hedges            | 25 september 1971 |
| 3  | Viva La Revolution               | 2 oktober 1971    |
| 4  | A Rather Nasty Outbreak          | 9 oktober 1971    |
| 5  | David and Goliath                | 16 oktober 1971   |
| 6  | A.W.O.L.                         | 23 oktober 1971   |
| 7  | What's a Class Between Friends   | 30 oktober 1971   |
| 8  | Our Mr. Price                    | 6 november 1971   |
| 9  | Black Power                      | 13 november 1971  |
| 10 | False Alarms                     | 20 november 1971  |
| 11 | Sibley, Mumsie, Dodo and Georgie | 27 november 1971  |
| 12 | United We Sit                    | 4 december 1971   |
| 13 | Nemesis for Norman               | 11 december 1971  |
| 14 | Old Fennians Day                 | 18 december 1971  |
| 15 | What Are You Incinerating        | 1 januari 1972    |
| 16 | The Ugly Duckling                | 8 januari 1972    |
| 17 | Cup Fever                        | 15 januari 1972   |
| 18 | Please Give Generously           | 22 januari 1972   |
| 19 | Blodwyn All Over                 | 30 januari 1972   |
| 20 | The Price War                    | 5 februari 1972   |
| 21 | The Fixer                        | 12 februari 1972  |